# Тимош Лідія Петрівна
Лідія Петрівна Тимо́ш (нар. 12 грудня 1918, Миколаїв — пом. 17 травня 2000, Москва) — українська актриса, народна артистка УРСР.

## Біографія
Народилася 12 грудня 1918 року в місті Миколаєві (тепер Україна). 1941 року закінчила Одеський театральний технікум. У 1941—1983 роках працювала в Кіровоградському українському музично-драматичному театрі імені М. Л. Кропивницького.
Померла в Москві 17 травня 2000 року.

## Театральні роботи
- Тетяна («Суєта» Карпенка-Карого);
- Мавра («У неділю рано зілля копала» за Кобилянською);
- Безсмертна («Правда і Кривда» Стельмаха);
- Ковалиха («Голубі олені» Коломійця);
- Комісар («Оптимістична трагедія» Вишневського).

## Відзнаки
- Нагороджена орденом «Знак Пошани»;
- Народна артистка УРСР з 1968 року.